# Prototype
El Prototype (Prototipus) és un patró de disseny del Software.Té com a finalitat crear nous objectes duplicant-los, clonant una instància creada prèviament.

## Motivació
Aquest patró és motiu on en certs escenaris cal abstreure la lògica que decideix quins tipus d'objectes utilitzar a una aplicació, de lògia que després usaran aquests objectes en la seva execució. Els motius d'aquesta separació poden ser varis, per exemples, pot ser que l'aplicació hagi de basar-se en alguna configuració, o paràmetre en el temps d'execució per decidir quins tipus d'objecte ha de crear

## Solució
Aquest patró proposa la creació de diferents variants de l'objecte que la nostra aplicació necessiti, en el moment i el context adequat. Tota la lògica necessària per a la decisió sobre el tipus s'objectes que usarà l'aplicació en la seva execució s'hauria de trobar aquí.
Després, el codi que utilitzen aquests objectes demanaran una còpia de l'objecte que necessiti. En aquest context, una còpia significa una altra instància de l'objecte. L'únic requisit que ha de complir aquest objecte és subministrar la prestació de clonar-se. Cada un dels objectes prototip ha d'implementar el mètode Clone().

## Implementació
Aquesta és una implementació en C.Sharp de DotNet:
```
using
 
System
;

// "Prototype"

abstract
 
class
 
Prototype
 
{

	
private
 
string
 
_id
;

	
public
 
Prototype
(
string
 
id
)
 
{

		
_id
 
=
 
id
;

	
}

	
public
 
string
 
ID
 
{

		
get
{
 
return
 
_id
;
 
}

	
}

	
abstract
 
public
 
Prototype
 
Clone
();

}

class
 
ClsConcreta1
 
:
 
Prototype
 
{

	
public
 
ClsConcreta1
 
(
string
 
id
)
 
:
 
base
 
(
id
)
 
{}

	
override
 
public
 
Prototype
 
Clone
()
 
{

		
// Shallow copy

		
return
 
(
Prototype
)
this
.
MemberwiseClone
();

	
}

}

class
 
Prototype
[[
Client
 
{

	

----
 
'''
ClsConcreta1
 
y
 
luego
 
la
 
clono

		
ClsConcreta1
 
p1
 
=
 
new
 
ClsConcreta
'''

1
 
(
"Clone-I"
);

		
ClsConcreta1
 
c1
 
=
 
(
ClsConcreta1
)
 
p1
.
Clone
();

		
Console
.
WriteLine
(
"Clonació: {0}"
,
 
c1
.
ID
);
		

	
}

}

```

Aquesta és una altra implementació diferent en Java:
```
// Els productes han d'implementar aquesta interficie

public
 
interface
 
Producto
 
extends
 
Cloneable
 
{

 
Object
 
clone
();

 
// Aquí hi van totes les operacions comunes als productes que genera la factoria

}

// Un exemple bàsic de producte

public
 
class
 
UnProducto
 
implements
 
Producto
 
{

 
private
 
int
 
atributo
;

 
UnProducto
(
int
 
atributo
)
 
{

 
this
.
atributo
 
=
 
atributo
;

 
}

 
public
 
Object
 
clone
()
 
{

 
return
 
new
 
UnProducto
(
this
.
atributo
);

 
}

 
public
 
String
 
toString
()
 
{

 
return
 
((
Integer
)
atributo
).
toString
();

 
}

}

// La classe encarregada de crear objectes a partir del prototip

public
 
class
 
FactoriaPrototipo
 
{

 
private
 
HashMap
 
mapaObjetos
;

 
private
 
String
 
nombrePorDefecto
;

 
public
 
FactoriaPrototipo
()
 
{

 
mapaObjetos
 
=
 
new
 
HashMap
();

 
// S'inclouen al mapa tots els productes prototip

 
mapaObjetos
.
put
(
"producto 1"
,
 
new
 
UnProducto
(
1
));

 
}

 
public
 
Object
 
create
()
 
{

 
return
 
create
(
nombrePorDefecto
);

 
}

 
public
 
Object
 
create
(
String
 
nombre
)
 
{

 
nombrePorDefecto
 
=
 
nombre
;

 
UnProducto
 
objeto
 
=
 
(
UnProducto
)
mapaObjetos
.
get
(
nombre
);

 
return
 
objeto
 
!=
 
null
 
?
 
objeto
.
clone
()
 
:
 
null
;

 
}

}

public
 
class
 
PruebaFactoria
 
{

 
static
 
public
 
void
 
main
(
String
[]
 
args
)
 
{

 
FactoriaPrototipo
 
factoria
 
=
 
new
 
FactoriaPrototipo
();

 
Producto
 
producto
 
=
 
(
Producto
)
 
factoria
.
create
(
"producto 1"
);

 
System
.
out
.
println
 
(
"Aquest és l'objecte creat: "
 
+
 
producto
);

 
}

}

```